# Jean-André Deluc
Jean-André Deluc (Genebra, 8 de fevereiro de 1727 — Windsor, 7 de novembro de 1817) foi um geólogo e meteorologista suíço.
Nasceu em Genebra, descendendo de uma família de imigrantes de Lucca que se estabeleceu em Genebra no século XV. Seu pai, Francos Deluc, foi o autor de algumas publicações que  buscavam refutar Bernard Mandeville e outros escritores racionalistas.  Ele deu a seu filho uma excelente educação, orientado-lhe na matemática e nas ciências naturais.
Jean-André trabalhou no comércio, que foi sua principal ocupação nos primeiros 46 anos da sua vida, sem nenhuma outra interrupção que não fosse ocasionada por algumas viagem de negócios às nações vizinhas, e umas poucas excursões científicas entres os Alpes.
Foi eleito membro da Royal Society em 1773.